# Gustav von Bezold (Kunsthistoriker)

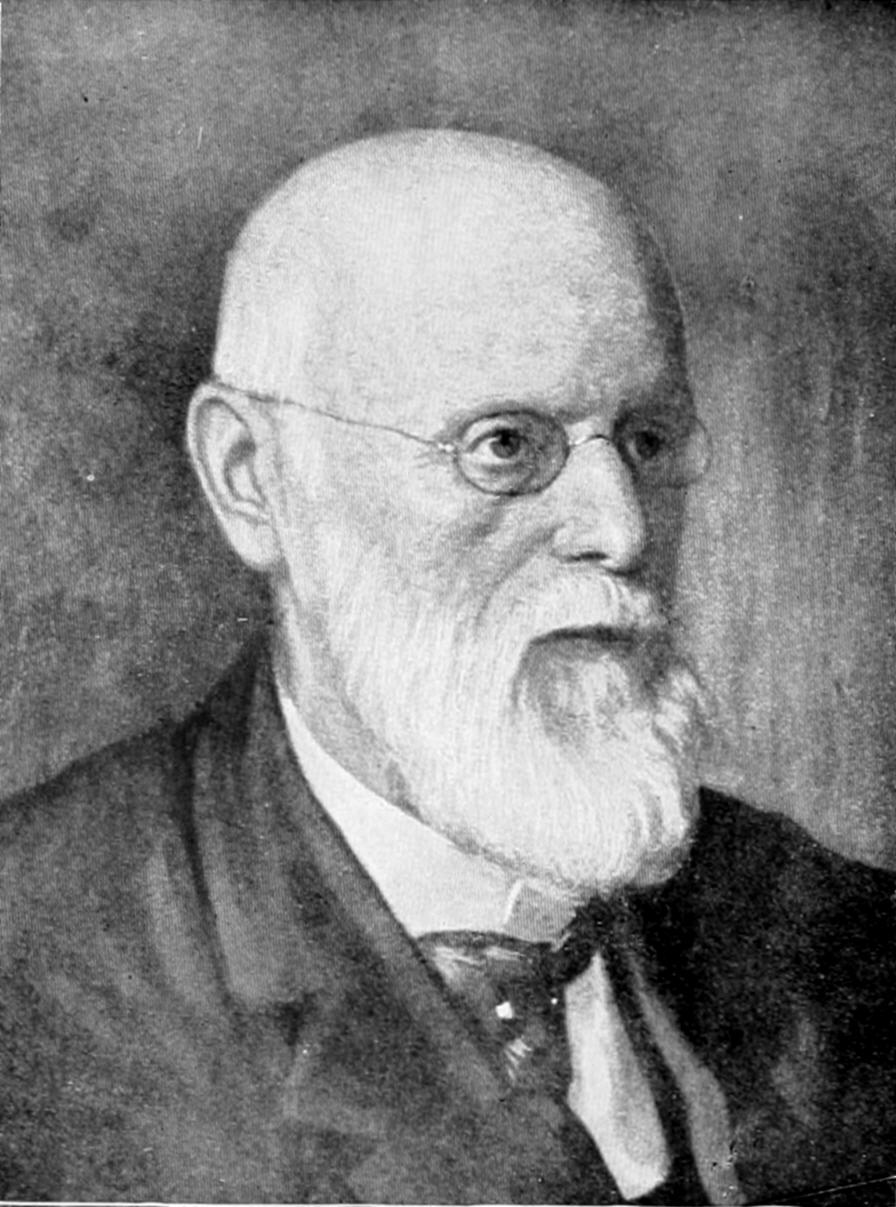
Gustav von Bezold, vor 1918 (Bildnis von Georg Keller)

Gustav von Bezold (* 17. Juli 1848 in Kleinsorheim; † 22. April 1934 in Frankfurt am Main; eigentlich Gustav Theodor Friedrich von Bezold) war ein deutscher Architekt und Kunsthistoriker. Bedeutung erlangte er als Kunstschriftsteller, erster Leiter der Kunstdenkmäler-Inventarisation Bayerns und als Direktor des Germanischen Nationalmuseums in Nürnberg.

## Ausbildung, Leben und Wirken
Nach der Volksschule in Kleinorsheim legte Gustav von Bezold das Abitur am humanistischen Gymnasium bei St. Anna in Augsburg ab und studierte ab 1868 Architektur sowie Kunstgeschichte an der Polytechnischen Schule München, unterbrochen von der Teilnahme am Krieg 1870/71 oder 1886 ein umfangreich vergleichender Aufsatz Es schloss sich 1873–1887 eine erste Anstellung als Architekt und technischer Assistent bei der Generaldirektion den Königlich Bayerischen Staatseisenbahnen an, wo er 1886 zum Abteilungsingenieur bei der Generaldirektion ernannt wurde.
In Bezolds Zeit als Eisenbahnarchitekt datieren die ersten architekturgeschichtlichen Veröffentlichungen in renommierten Fachzeitschriften, so etwa 1879 ein Aufsatz in der Zeitschrift für Baukunde über das Grabmal Theoderichs in Ravenna oder 1881 ein Aufsatz in der Allgemeinen Bauzeitung über den niedersächsischen Wohnhausbau oder 1886 eine Aufsatzreihe über mittelalterliche Baukunst in Frankreich im Centralblatt der Bauverwaltung. Weitere umfangreiche Forschungen erfolgten nebenbei, was schließlich zur beruflichen Umorientierung zum Kunsthistoriker führte, äußerlich dokumentiert 1887 durch die Habilitation und seither die Tätigkeit als Privatdozent für Architektur und Kunstgeschichte an der Technischen Hochschule München. Schon ab 1877 arbeitete er an dem grundlegenden Werk Die kirchliche Baukunst des Abendlandes, das er zusammen mit dem befreundeten Georg Dehio verfasste und 1884–1901 als monumentales Sammelwerk in zwei Bänden mit drei Atlanten erschien. Das Werk stellte „mit seinem vorzüglichen Planmaterial den gesamten abendländischen Sakralbau in bisher unerreichter Vollkomenheit“ dar.
Die auch später in anderen Werken fortgesetzte, enge Zusammenarbeit mit Georg Dehio begann in Bezolds Münchner Zeit, als beide sogar „in einer Strasse“ lebten; beide betonten noch viele Jahre später ihre fortwährend „unverbrüchliche (...) Gemeinschaftlichkeit der Reisestudien“.
Ab etwa 1890 begann von Bezolds zweites kunsthistorisches Hauptwerk mit der Inventarisierung der Kunstdenkmäler Bayerns, die er gemeinsam mit dem Kunsthistoriker Berthold Riehl übertragen bekam. Als ihr Ergebnis erschienen ab 1895 bis 1908 die ersten 10 Bände der Reihe Die Kunstdenkmäler des Königreichs Bayern über den Regierungsbezirk Oberbayern.
1894 erfolgte durch Prinzregent Luitpold die Berufung an das Germanische Nationalmuseum in Nürnberg, das er als 1. Direktor und Nachfolger von August Essenwein über ein Vierteljahrhundert bis 1920 leitete. Bezold machte sich u. a. daran, die Sammlungen und die Präsentation von Kunst neu zu organisieren, Originale zu betonen, Kopien zu verwerfen (oder zu etikettieren) und Gemälde aus dem 18. und 19. Jahrhundert zu erwerben, um die Bestände des Museums abzurunden. Sein Nachfolger als Museumsdirektor wurde Ernst Heinrich Zimmermann.
Von Bezold war auch ein sehr guter Zeichner. Als Architekt entwarf er, unter denkmalpflegerischer Einbeziehung des Stadtmauerbereichs, im neugotischen Stil den 1897–1902 errichteten Südwestbau („Bezoldbau“) des Germanischen Nationalmuseums, zu dem er u. a. auch die Vorlagen für Glasmalereien erarbeitete.

## Familie und Ruhestand
Gustav von Bezold entstammte einer alten Ratsherrenfamilie in Rothenburg ob der Tauber, die 1843 die bayerische Adelsanerkennung erhielt. Seine Eltern waren der Pfarrer Rudolf von Bezold (1812–1873) und dessen Ehefrau Franziska, geb. Faber (1818–1876). Der Physiker und Meteorologe Wilhelm von Bezold sowie der Ministerialrat Gustav von Bezold waren seine Vettern.
1882 heiratete er Mathilde Hagel (1850–1932); aus der Ehe gingen eine Tochter und zwei Söhne hervor, u. a. der Ministerialbeamte Rudolf von Bezold.
Nach seiner Pensionierung verließ von Bezold Nürnberg, lebte zunächst in Bernried am Starnberger See und dann in München-Pasing. Nach dem Tod seiner Ehefrau verbrachte er die letzte Zeit seines Lebens im Hause seiner Tochter Eleonore in Frankfurt am Main, die 1908 den Geologieprofessor Kurt Leuchs geheiratet hatte.

## Mitgliedschaften, Ehrungen und Nachlass
Gustav von Bezold war Mitglied des Pegnesischen Blumenordens und Vorstandsmitglied im Verein für Geschichte der Stadt Nürnberg.
1916 verlieh ihm König Ludwig III. den Titel eines Königlichen Geheimen Hofrats. Ehrendoktorwürden erhielt er 1902 von der Universität Erlangen und 1919 von der Technischen Hochschule München.
Zu seinem 70. Geburtstag im Juli 1918 brachte das Germanische Nationalmuseum eine Festschrift heraus. Noch zu Lebzeiten wurde seine Marmorbüste in der Ehrenhalle des Museums aufgestellt.
Ein persönlicher Nachlass von Gustav von Bezold befinden sich im Historischen Archiv des Germanischen Nationalmuseums, Nürnberg.

## Schriften (Auswahl)
Ein umfangreiches Schriftenverzeichnis von 92 Titeln veröffentlichte Ludwig Rothenfelde im Nachruf von 1935.
- Die Ornamente vom Grabmal des Theoderich in Ravenna. In: Zeitschrift für Baukunde, Band 2, 1879, S. 433–436 (Digitalisat).
- Der niedersächsische Wohnhausbau und seine Bedeutung für die allgemeine Baugeschichte. In: Allgemeine Bauzeitung, Bd. 46, 1881, Heft 9/10, S. 75–80. (Digitalisat)
- (Gemeinsam mit Georg Dehio) Die kirchliche Baukunst des Abendlandes, historisch und systematisch dargestellt (2 Bände und 3 Atlanten). Band 1 im Verlag der J. G. Cotta’schen Buchhandlung, Stuttgart 1884, Band 2 in der Arnold Bergsträsser Verlagsbuchhandlung A. Kröner, Darmstadt 1901. (Digitalisate) – Nachdrucke: Olms, Hildesheim 1969.
- Die Baukunst der Renaissance in Deutschland, Holland, Belgien und Dänemark. (Handbuch der Architektur, 2. Teil, 7. Bd.) Alfred Kröner, Leipzig 1. Aufl. 1900, 2. Aufl. 1908. (Digitalisat der 2. Auflage)
- (Gemeinsam mit Georg Dehio) Die Denkmäler der deutschen Bildhauerkunst (3 Bände). Ernst Wasmuth, Berlin 1905–1919. (Digitalisate)

### Nachrufe
- Josef Schmitz: Gustav von Bezold †. In: Zentralblatt der Bauverwaltung, Jg. 54, Heft 21 vom 23. Mai 1934, S. 289.
- S.: Gustav von Bezold †. In: Deutsche Kunst und Denkmalpflege, Jg. 36, 1934, S. 92.
- Ludwig Rothenfelder: Gustav von Bezold. In: Anzeiger des Germanischen Nationalmuseums, 1934/35, S. 5–18. (Digitalisat)